# Don Boscokapel
De Don Boscokapel is een kapel in de stad Antwerpen, gelegen aan de Lange Stuivenbergstraat 72-74.

## Geschiedenis
Het waren de zusters franciscanessen die in vanaf de jaren '50 van de 20e eeuw in de Stuivenbergwijk het buurtwerk opstartten en een kapel oprichtten. De bedoeling was daarbij om de samenhang in deze arme wijk te bevorderen. Op Stuivenberg 28 werd het wijkhuis "Don Bosco" opgericht in een verlaten achterhuis en een koeienstal.
Een nieuwe kapel werd aangekocht in 1984, op het adres Stuivenbergstraat 72-74. Het was een oude drukkerij waaraan nog veel werk moest plaatsvinden aleer het als kapel in gebruik kon worden genomen. In 1992 vertrokken de franciscanessen en dezen werden opgevolgd door de gasthuiszusters van Lier. De kapel was een rectoraat. Vanuit deze kapel werd het buurtwerk verder voortgezet.